# Couturière de Moreau
Artisornis moreaui
Espèce
Statut de conservation UICN

 CR  : 
En danger critique
Le Couturière de Moreau (Artisornis moreaui) est une espèce de passereaux de la famille des Nectariniidae.

## Description
Dans sa description de 1931, Sclater indique que les trois spécimens en sa possession (tous des mâles) mesurent jusqu'à 120 mm et pèsent entre 8,5 et 9 g.

## Habitat
Elle fréquente les forêts clairsemées et rivulaires.

## Répartition et sous-espèces
Son aire fragmentée s'étend à travers le sud de l'afromontane orientale.
Selon la classification de référence du Congrès ornithologique international (15.1, 2025) elle se répartit en deux sous-espèces :
- A. m. moreaui (Sclater, WL, 1931) — monts Usambara (nord-est de la Tanzanie) ;
- A. m. sousae (Benson, 1945) — serra Jeci (en) (nord-ouest du Mozambique).

## Systématique
Le nom valide complet (avec auteur) de ce taxon est Artisornis moreaui (W.L. Sclater, 1931).
L'espèce a été initialement classée dans le genre Apalis sous le protonyme Apalis moreaui W.L.Sclater, 1931,.
Ce taxon porte en français le nom vernaculaire ou normalisé suivant : Couturière de Moreau.
Artisornis moreaui a pour synonymes :
- Apalis moreaui W.L.Sclater, 1931[4]
- Orthotomus moreaui (W.L.Sclater, 1931)[3]

### Étymologie
Son épithète spécifique, moreaui, ainsi que son nom vernaculaire, de Moreau, lui ont été donnés en l'honneur de son collecteur Reginald Ernest Moreau (1897-1970).

### Publication originale
- (en) W. L. Sclater, « Three new birds from Amani Forest, in the Usambara District of Tanganyika Territory, recently obtained by Mr. R. E. Moreau », Bulletin of the British Ornithologists' Club, Royaume-Uni, vol. 51, no 351,‎ 13 mai 1931, p. 109-112 (ISSN 0007-1595, e-ISSN 2513-9894, lire en ligne, consulté le 25 mars 2025).